# Roland Wenzlhuemer
Roland Wenzlhuemer (* 20. März 1976 in Grieskirchen) ist ein österreichischer Historiker.

## Leben
Er studierte Geschichte und Kommunikationswissenschaft an der Universität Salzburg, wo er 2002 mit einer Arbeit über den agrarökonomischen Umbau der britischen Kronkolonie Ceylon Ende des 19. Jahrhunderts bei Norbert Ortmayr und Robert Hoffmann zum Dr. phil. promoviert wurde. Im Anschluss an den Zivildienst war er wissenschaftlicher Mitarbeiter am Zentrum Moderner Orient in Berlin und am Großbritannien-Zentrum der dortigen Humboldt-Universität. Ab Herbst 2008 leitete er eine Nachwuchsgruppe am neu eingerichteten Exzellenzcluster „Asien und Europa im globalen Kontext“ an der Universität Heidelberg. Aus dieser Forschergruppe entstand unter anderem eine Arbeit zur Entstehung und soziokulturellen Bedeutung eines globalen Telegrafennetzwerks im 19. Jahrhundert, mit der er 2011 an der Philosophischen Fakultät in Heidelberg habilitiert wurde. Im Jahr 2012 erhielt Roland Wenzlhuemer ein Heisenbergstipendium der Deutschen Forschungsgemeinschaft. Er war 2013/14 Gastprofessor an der Universität Basel und erhielt einen Ruf an die Universität Innsbruck, bevor er zum Wintersemester 2014/15 die Professur für Neuere Geschichte mit dem Schwerpunkt des 19. und 20. Jahrhunderts am Historischen Seminar der Universität Heidelberg übernahm. Seit dem Wintersemester 2017/18 lehrt er als Professor für Neuere und Neueste Geschichte an der Ludwig-Maximilians-Universität München.
Seine Arbeits- und Forschungsschwerpunkte liegen vor allem in der Kolonial- und Globalgeschichte.

## Werke (Auswahl)
- From coffee to tea cultivation in Ceylon, 1880–1900. An economic and social history (= Brill's Indological library. Band 29). Brill, Leiden u. a. 2008, ISBN 978-90-04-16361-4 (zugleich Dissertation, Salzburg 2002).
- als Herausgeber: Counterfactual thinking as a scientific method. Kontrafaktisches Denken als wissenschaftliche Methode (= Historical social research. Nummer 128). Zentrum für Historische Sozialforschung, Köln 2009, OCLC 552312064.
- als Herausgeber: Global communication. Telecommunication and global flows of information in the late 19th and early 20th century. Globale Kommunikation. Telekommunikation und globale Informationsflüsse im späten 19. und frühen 20. Jahrhundert (= Historical social research. Nummer 131). Zentrum für Historische Sozialforschung, Köln 2010, OCLC 935375958.
- als Herausgeber mit Christiane Brosius: Transcultural turbulences. Towards a multi-sited reading of image flows (= Transcultural research – Heidelberg studies on Asia and Europe in a global context). Springer, Berlin 2011, ISBN 3-642-18392-1.
- Connecting the nineteenth-century world. The telegraph and globalization. Cambridge University Press, Cambridge 2012, ISBN 978-1-107-02528-8 (zugleich Habilitationsschrift, Heidelberg 2011).
- mit Monica Juneja: Die Neuzeit. 1789–1914 (= UTB. Band 3082). UVK-Verl.-Ges., Konstanz 2013, ISBN 3-8252-3082-1.
- als Herausgeber mit Isabella Löhr: The nation state and beyond. Governing globalization processes in the nineteenth and early twentieth centuries (= Transcultural research – Heidelberg studies on Asia and Europe in a global context). Springer, Berlin 2013, ISBN 3-642-32933-0.
- Globalgeschichte schreiben. Eine Einführung in 6 Episoden (= UTB. Band 4765). UVK-Verl.-Ges., Konstanz 2017, ISBN 3-8252-4765-1.